# Övre Skatesjön
Övre Skatesjön är en sjö i Falkenbergs kommun i Halland och ingår i Ätrans huvudavrinningsområde.